# Фізичне вивітрювання
Фізичне вивітрювання — сукупність процесів механічного руйнування мінералів і гірських порід без зміни їх складу. Виникає внаслідок коливання температури. Від частого нагрівання та охолодження гірські породи тріскаються, розпадаються на дрібні частини. Цьому сприяє також вода, що замерзає в тріщинах. Фізичне вивітрювання особливо характерне для територій з арктичним кліматом і високогірних районів.

## Класифікація
Фізичне вивітрювання поділяється на:
1. Температурне — під впливом добових та сезонних коливань температури. Його інтенсивність залежить від складу породи, її будови (текстури і структури), забарвлення, тріщинуватості, амплітуди температур та швидкості її зміни. Воно проявляється в усіх кліматичних зонах, проте найбільш інтенсивно протікає у пустельних областях, які характеризуються різким контрастом температур, сухістю повітря, відсутністю або слабким рослинним покривом.
2. Морозне — замерзання і відтавання води в тріщинах. Інтенсивність морозного вивітрювання залежить від коливань температури біля точки замерзання, що характерно для приполярних територій та високогір'я.
3. Механічне — за рахунок механічного виносу часток водою або вітром, дії гірських рослин, тварин, що риють нори, кристалізації солей. Руйнівна діяльність солей здійснюється у посушливих територіях, де вдень при сильному нагріванні вода випаровується, а кристали солей наростають, розширюючи тріщини.

## Загальний опис
Нерівномірне надходження сонячного тепла у різні пори року та доби обумовлює періодичне нагрівання та охолодження гірських порід. Коливання температури супроводжується численними змінами об’єму зерен мінералів, які приводять до об’ємних деформацій. Внаслідок цього з’являються тріщини, величини яких залежать від коефіцієнта об’ємного розширення мінералів (приріст об’єму під час нагрівання на 10С, якщо за 00С  об’єм дорівнював одиниці). У кварцу, наприклад, цей коефіцієнт дорівнює 0,00031, у польового шпату – 0,00017.
Однією з причин утворення тріщин є періодичне зволоження гірських порід дощовими і талими водами. За умов багатократного намокання та висихання сила зчеплення між частками породи зменшується, внаслідок чого вона розпадається на уламки різного розміру. Причому у різкоконтинентальному, арктичному та аридному кліматі руйнування відбувається інтенсивніше, ніж у помірному, що пов’язано з більш різкими коливаннями температур у денний та нічний час. Наприклад, у пустелях літом поверхня Землі нагрівається вдень до 700С, а вночі стовпчик термометра опускається до 00С. Оголені, не вкриті рослинністю породи руйнуються швидше, ніж ті, на яких ростуть дерева, кущі і трава.
У процесі вивітрювання монолітні породи стають тріщинуватими і покриваються уламками, стійкість яких на схилах визначається кутом природного відкосу (нахил, за якого розсипчастий матеріал здатний утримуватися на схилі). Для різних порід він коливається від 27 до 370. Біля підніжжя схилів продукти вивітрювання утворюють конуси осипання (або колювій).
Скупчення уламків, що залишаються на місці, називаються корами вивітрювання. Вони характерні для горизонтально залягаючих масивів кристалічних (магматичних, метаморфічних) порід.
Інколи уламки зі схилів зносяться дощовими і талими водами. Зміщений таким чином матеріал називають делювієм. Масове падіння уламків різної величини називають обвалом. Причинами обвалу можуть бути землетруси, снігові лавини, зливи, буревії та ін. Об’єм кам’яної маси при цьому може сягати декількох мільйонів кубічних метрів. 
В процесі фізичного вивітрювання гірські породи розпадаються на уламки різної величини. При цьому крупні уламки за своїм складом є однорідними з породою, з якої вони утворилися, а дрібні – часто складаються з окремих мінералів.